# Losgelassenheit
| Ausbildungsskala der FN                                                       |
| ----------------------------------------------------------------------------- |
| - Takt - Losgelassenheit - Anlehnung - Schwung - Geraderichtung - Versammlung |
| Gleichgewicht Durchlässigkeit                                                 |

Losgelassenheit beschreibt beim Reiten oder Fahren den Zustand, in dem ein Pferd mit schwingendem Rücken, nach vorne gedehntem Hals und ohne Eile mit natürlichen, taktmäßigen und entspannten Bewegungen läuft und auf die Hilfen des Reiters bzw. Fahrers reagiert. Die Losgelassenheit ist die zweite Stufe der Ausbildungsskala bei Pferden.

## Zwanglosigkeit versus Losgelassenheit
Mit dem Begriff „tätige Losgelassenheit“ weist Seunig auf den Unterschied zwischen „Zwanglosigkeit“ und Losgelassenheit und definiert letztere als „ein Produkt vertrauensvoller Zwanglosigkeit und durch Treiben erweckter Energie des Ganges mit ihren Folgen, den vollen Muskelschwingungen“.

„Zwanglos geht das Pferd auch ohne noch auf den lang hingehaltenen Zügel getroffen zu sein, losgelassen aber erst dann, wenn es, infolge der treibenden Hilfen sich streckend, diesen aufgesucht hat.“

Es gehören also auch Fleiß, Schwung und das „Herandehnen an die Hand“, die Anlehnung, zum Begriff der Losgelassenheit. Die einzelnen Ziele der Ausbildungsskala folgen nicht aufeinander. Sie können nicht isoliert erreicht werden, stattdessen bewirkt eine Verbesserung der Losgelassenheit beispielsweise in der Regel auch eine Verbesserung des Takts.

## Ziele
Losgelassenheit ist Voraussetzung für jede weitere Ausbildung. Die taktmäßigen Bewegungen sind nur dann korrekt, wenn sie über den schwingenden Rücken gehen und sich die Muskeln des Pferdes zwanglos und unverspannt an- und abspannen. Takt und Losgelassenheit ergänzen sich gegenseitig. Im Einzelnen soll Folgendes erreicht werden:
- Aufwärmen von Muskeln, Sehnen und Bändern (→ verbesserte Durchblutung, Vorbeugung gegen Verschleißerscheinungen)
- Verbesserung der Rückentätigkeit
- Aktivierung des Durchschwingens und Herantreten der Hinterbeine (→ Leistungsfähigkeit erreichen und erhalten)
- Voraussetzung für Anlehnung, Schwung und Versammlung

## Merkmale der Losgelassenheit
Erkennbar ist die Losgelassenheit am getragenen, dabei aber entspannten Schweif, einem Mitschwingen des Rückens im Rhythmus der Bewegung, der Kautätigkeit des Mauls und dem Abschnauben.
- Zufriedener Gesichtsausdruck (Auge, Ohren)
- Gleichmäßig schwingender Rücken
- Geschlossenes, tätig kauendes Maul
- Getragener, mit der Bewegung pendelnder Schweif
- Abschnauben (innere Zufriedenheit)
- Vorwärts-Abwärtsdehnen
- Herantreten ans Gebiss

## Erreichen der Losgelassenheit
Losgelassenheit wird in der täglichen Arbeit durch die Lösungsphase zu Beginn des Reitens erreicht. Diese beginnt mit der Arbeit im Schritt, die sowohl der Erwärmung der Muskulatur dient als auch durch Bildung von Gelenkflüssigkeit die Beweglichkeit des Bewegungsapparates verbessert. Bereits in dieser Phase beginnt mit Seitengängen und gebogenen Linien mit Handwechseln das Lösen des Pferdes. Danach kann das Pferd im Trab mit ähnlichen Übungen locker und entspannt gemacht werden, es eignen sich auch Tempounterschiede oder die Arbeit über Stangen und Cavaletti.
Auch die erneute Lösungsphase nach der Arbeitsphase – die nach wie vor nichts mit Bummeln zu tun hat, sondern immer noch Fleiß voraussetzt – dient dem Erreichen der Losgelassenheit. Natürlich ist nach dieser lösenden Arbeit nichts gegen Bummeln, Spazierengehen im Gelände o. ä. einzuwenden, weil das der Zufriedenheit und mentalen Ausgeglichenheit von Pferd und Reiter dient.
Weitere lösende Lektionen unter dem Reiter sind:
- Mittelschritt mit hingegebenem/am langen Zügel (Genickkontrolle)
- Trabarbeit (Arbeitstrab) auf großen gebogenen Linien im Leichttraben (zur Entlastung des Rückens und zur Erleichterung der Atmung, der Reiter löst sich auch)
- Galopparbeit (Arbeitsgalopp) auf großen gebogenen Linien (eventuell im leichten Sitz)
- häufige Handwechsel
- Übergänge (Trab – Schritt, Trab – Galopp)
- Schenkelweichen und „Übertretenlassen“
- Tritte und Sprünge verlängern (Aktivierung der Hinterhand, Entwicklung/Erhaltung des Vorwärtsdranges)
- häufiges „Zügel-aus-der-Hand-kauen-lassen“ zur Überprüfung der Losgelassenheit